# Draconarius linxiaensis
Draconarius linxiaensis là một loài nhện trong họ Amaurobiidae.
Loài này thuộc chi Draconarius. Draconarius linxiaensis được Jia-Fu Wang miêu tả năm 2003.